# Béatrice de Falkenbourg
Titres
Reine de Germanie
16 juin 1269 – 2 avril 1272
2 ans, 9 mois et 17 jours
Comtesse de Cornouailles
16 juin 1269 – 2 avril 1272
2 ans, 9 mois et 17 jours
Béatrice de Falkenbourg ou Béatrice de Fauquemont(c. 1254 – 17 octobre 1277), est la troisième épouse de Richard de Cornouailles, et en tant que tel reine des Romains. Elle a 15 ans quand elle épouse le prince anglais âgé de 60 ans, qui s'avère être un mari très dévoué. En dépit de la différence d'âge, Béatrice ne lui survit que cinq ans et meurt en Angleterre à l'âge de 23 ans.

## Contexte historique
Fille du comte Thierry II de Fauquemont aussi appelé Théodoric II de Falkenburg (néerlandais : Dirk II van Valkenburg) et de Berta de Limbourg, Béatrice naît au sein de l'aristocratie de la Meuse-Rhénanie. Son père soutient Richard de Cornouailles dans sa prétention à la couronne impériale de Germanie à la suite du couronnement de Richard à Aix-la-Chapelle. Son oncle paternel, Englebert II de Valkenburg, archevêque-électeur de Cologne, n'est pas tenu par loyauté à Richard ni ne s’intéresse à lui, mais quand il est emprisonné pendant la tourmente lorsque la candidature de Richard est contestée par Alphonse X de Castille élu par la Saxe, le Brandebourg et Trèves, Richard décide de le libérer. En octobre 1268, le roi accompagné du comte de Falkenbourg envahit l'électorat de Cologne mais finit complètement vaincu. Le père de Béatrice est tué dans la lutte et son oncle, Engelbert, reste emprisonné.

## Mariage et règne
Pendant le conflit, Richard s'éprend de Béatrice, alors âgée de 15 ans et réputée pour sa beauté,. Soucieux de sa sécurité, Richard la fait remettre à son demi-oncle paternel, Philippe de Bolanden-Hohenfels, et commence bientôt à négocier avec elle les conditions d'un mariage. Béatrice devient sa troisième épouse et reine des Allemands à Kaiserslautern le 16 juin 1269. Avec son père mort et son puissant oncle emprisonné sans espoir de libération, Béatrice n'est pas un atout politique ; Richard l'épouse tout simplement parce qu'il est attiré par elle et incapable de s'en séparer même pour une nuit. Le chroniqueur Thomas Wykes (en) souligne néanmoins l'importance politique du mariage : Béatrice est allemande ce qui peut rapprocher le roi anglais d'Allemagne de ses sujets et de son royaume.
En l'absence d'invitation à Rome pour le couronnement du couple comme empereur et impératrice du Saint-Empire romain germanique, Richard annonce qu'il veut montrer à Béatrice ses vastes terres en Angleterre et quitte l'Allemagne. Ils arrivent à Douvres le 3 août 1269, mais ni l'un ni l'autre ne retourne jamais en Allemagne.

## Court veuvage
La reine Béatrice est veuve en 1272, et le couple n'a pas d'enfants. Son mari est enterré à côté de sa seconde épouse, Sancie de Provence, mais Béatrice peut avoir organisé l'enterrement de son cœur à l'église franciscaine de Greyfriars (Oxford) (en). Elle mène une vie extrêmement discrète et disparaît presque des documents historiques. Son beau-frère, le roi Henri III d'Angleterre, lui envoie des cadeaux en 1272, ainsi que son neveu, le roi Édouard Ier, en 1276. Elle est en désaccord avec son beau-fils, Edmond, 2e comte de Cornouailles, relativement à une partie du douaire de sa mère Sancie mais ce litige est réglé en février 1276. Un portrait sur vitrail de Béatrice, plus ancien portrait de donateur en bon état encore existant, est réalisé par Norwich Greyfriars. Il fait de nos jours partie de la Collection Burrell à Glasgow. Ce vitrail passe pour provenir de l'église des Franciscains à Oxford, ce qui pourrait indiquer que Béatrice était une importante bienfaitrice de l'ordre. C'est la seule indication que Béatrice ait fait un don à l'Église.
Elle meurt âgée de 23 ans le 17 octobre 1277 et est enterrée à Greyfriars, Oxford, en tant que reine de Germanie.

## Source de la traduction
- (en) Cet article est partiellement ou en totalité issu de l’article de Wikipédia en anglais intitulé « Beatrice of Falkenburg » (voir la liste des auteurs).